# Глотов, Николай Иванович
Николай Иванович Глотов (1919—1993) — полковник Советской Армии, участник Великой Отечественной войны, Герой Советского Союза (1945).

## Биография
Николай Глотов родился 19 декабря 1919 года в селе Алексеевка (ныне — Самарская область) в крестьянской семье. Окончил семь классов школы, работал на хабаровском заводе «Дальэнергомаш». В 1940 году Глотов был призван на службу в Рабоче-крестьянскую Красную Армию. В 1941 году он окончил военную авиационную школу пилотов. С того же года — на фронтах Великой Отечественной войны. Проходил службу в должности лётчика 38-го истребительного авиационного полка, впоследствии переименованного в 21-й гвардейский истребительный авиационный полк. В декабре 1941 года на Северо-Западном фронте совершил таран вражеского самолёта.
К концу войны гвардии младший лейтенант Николай Глотов командовал звеном 129-го гвардейского истребительного авиаполка 22-й гвардейской истребительной авиадивизии 6-го гвардейского истребительного авиационного корпуса 2-й воздушной армии 1-го Украинского фронта. За время своего участия в боевых действиях он совершил 203 боевых вылета, принял участие в 33 воздушных боях, в которых сбил 17 самолётов противника лично и 1 в группе.
Указом Президиума Верховного Совета СССР от 27 июня 1945 года гвардии младший лейтенант Николай Глотов был удостоен высокого звания Героя Советского Союза с вручением ордена Ленина и медали «Золотая Звезда» за номером 7874.
После окончания войны Глотов продолжил службу в Советской Армии. В 1954 году он окончил Военно-Воздушную академию. Был командиром полка, преподавателем военного авиационного училища. В 1973 году в звании полковника Глотов был уволен в запас. Проживал в Чернигове. Умер 15 апреля 1993 года, похоронен на Яцевском кладбище Чернигова.
Был также награждён тремя орденами Красного Знамени, двумя орденами Отечественной войны 1-й степени, а также рядом медалей.